# Горный чёрный кассик
Горный чёрный кассик (лат. Cacicus leucoramphus) — вид птиц рода чёрные кассики семейства трупиаловых. Выделяют 2 подвида.

## Описание
Длина представителей данного вида колеблется от 25 до 28 см.

## Подвиды
- C. l. leucoramphus (Bonaparte, 1845) — представители этого подвида встречаются от Эквадора до Венесуэлы, а также в Колумбии.
- C. l. peruvianus Zimmer, 1924 — представители данного подвида встречаются в Перу.

## Распространение и среда обитания
Южноамериканский вид. Горные чёрные кассики обитают на высоте от 2000 до 3600 м.

## Популяция
Популяция представителей данного вида стабильна.